# Atentatul de la Burgas

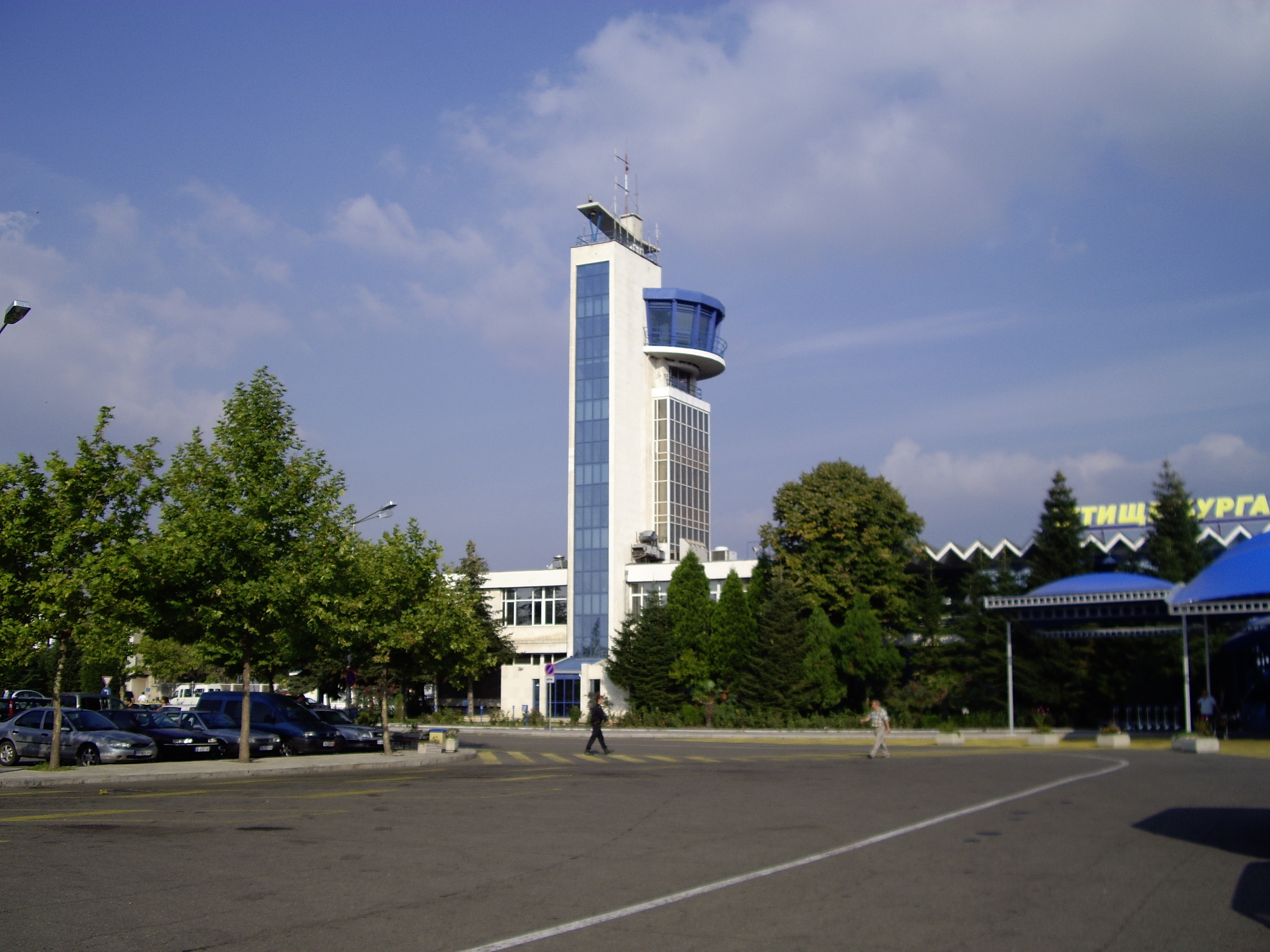
Aeroportul din Burgas

Atentatul de la Burgas a fost un atentat anti-israelian din Bulgaria care a avut loc la 18 iulie 2012, ora locală 16:50, la aeroportul Sarafovo din Burgas. În momentul atentatului, turiștii israelieni care au sosit la bordul unui avion charter, urcau în autobuze pentru a fi transferați în stațiunea balneară de la nord de Burgas. Autobuzul vizat de atentator urma să transporte patruzeci și doi de israelieni, în majoritate tineri, după sosirea lor cu un avion venind de la Tel Aviv. Atentatul a provocat moartea a șapte persoane: cinci israelieni, un bulgar (șoferul autobuzului, totodată ghidul grupului) și atentatorul sinucigaș. Ministrul bulgar de Interne Țvetan Țvetanov a anunțat la 19 iulie 2012 că atentatul a fost provocat de un sinucigaș. Persoana respectivă avea acte de identitate americane emise în Michigan, probabil false.
Potrivit presei bulgare, presupusul autor al atentatului sinucigaș este un islamist cu cetățenie suedeză, care ar fi intrat în Bulgaria din România, pe la Ruse.

## Victime

### Decedați
- Amir Menashe, 28 ani, din Petah Tikva[6]
- Itzik Kolangi, 28 ani, din Petah Tikva[6]
- Kochava Shriki, 42 ani, din Rișon Le-Țion[6][7]
- Maor Harush (DjManush), 24 ani, din Acra[6]
- Elior Preiss, 25 ani, din Acra[6]
- Mustafa Kyosov, 36 ani, din Iurukovo, șoferul bulgar al autobuzului[6]

### Răniți
În atentat au fost rănite 32 de persoane, dintre care 3 sunt în stare critică.

## Reacții

### Naționale
Bulgaria
- Comisarul european pentru Ajutor Umanitar, Kristalina Georgieva, a fost primul politician bulgar care a reacționat după atac, scriind pe Twitter: „Sunt șocată și tristă de vestea despre explozia de la Burgas, în care există victime. Urmăresc știrile în mod constant.”[8]

- Prim-ministrul Bulgariei, Boiko Borisov, l-a sunat pe omologul său din Israel și a trimis condoleanțe față de atac. Borisov a declarat că Bulgaria ar putea coopera pe deplin cu Israel în investigarea atacului și a spus că atacul a fost nu numai împotriva israelienilor, dar și împotriva Bulgariei.[9] Ministrul de Interne al Bulgariei, Țvetan Țvetanov, a declarat că atacul a fost un unul terorist.[10]

- Ministrul Afacerilor Externe din Bulgaria, Nikolai Mladenov, a condamnat atacul, dar a spus că „este greșit și o greșeală să se arate cu degetul în acest stadiu al anchetei la orice țară sau organizație.”[11]

- La o zi după explozie, Parlamentul Bulgariei a adoptat în unanimitate o declarație care a condamnat atacul terorist, menționând că „Bulgaria este șocată. Parlamentul denunță luarea de vieți nevinovate și condamnă ferm actul terorist.” Declarația a cerut autorităților competente să ia toate măsurile pentru a-i prinde și pentru a-i aduce în fața justiției pe autorii atentatului. Înainte ca aceasta să fie adoptată, Parlamentul a ținut un minut de reculegere în onoarea victimelor.[12][13] Primarul din Burgas a anunțat o zi de doliu.[14][15]

### Supranaționale
- Organizația Națiunilor Unite — Secretarul General al Națiunilor Unite, Ban Ki-moon, a condamnat atacul în „cei mai duri termeni posibili” și și-a exprimat condoleanțele față de victime și familiile lor, dar și față de guvernele și oamenii din Bulgaria și Israel.[16]

- OTAN / NATO — Secretarul General al Organizației Tratatului Atlanticului de Nord (OTAN / NATO), Anders Fogh Rasmussen, a condamnat atacul, a oferit condoleanțe familiilor victimelor și a declarat că terorismul în toate formele nu poate fi tolerat niciodată.[17]

- Uniunea Europeană — Uniunea Europeană a condamnat atacul, iar Catherine Ashton, Înaltul Reprezentant al Uniunii pentru Afaceri Externe și Politică de Securitate și Vicepreședinte al Comisiei, a declarat că este șocată de acest incident și a cerut ca autorii să fie aduși în fața justiției.[18]

- Comisia Europeană a condamnat atacul, numindu-l „un act barbar”. Comisarul European pentru Afaceri Interne, Cecilia Malmström, a emis o declarație în numele Comisiei, care a exprimat de asemenea condoleanțe pentru victime și familiile lor din Bulgaria și Israel. Malmström l-a contactat pe omologul său bulgar pentru a-i oferi sprijinul Comisiei Europene.

- Președintele Parlamentului European, Martin Schulz, a declarat că „Cei care au efectuat acest atac terorist barbar trebuie să fie aduși în fața justiției”.

### Internaționale
- Austria — Secretarul de Stat al Austriei, Wolfgang Waldner, a condamnat cu fermitate atacul terorist, numind astfel de acte „iraționale, lașe și inumane.” El a declarat de asemenea că este „profund șocat de această vărsare de sânge. Atacurile cu bombă sunt acte de ură care ne umplu de indignare și dezgust.” În cele din urmă și-a exprimat condoleanțele și simpatiile pentru familiile victimelor.[21]

- Belgia — Didier Reynders, viceprim-ministrul și ministrul de externe al Belgiei, a declarat că a fost îngrozit când a auzit despre atacul din Burgas, pe care l-a descris ca fiind „un atac laș care a avut loc împotriva turiștilor israelieni nevinovați.” Reynders și-a exprimat condoleanțele pentru familiile victimelor și Guvernul din Israel și speră că făptașii vor fi prinși și aduși în fața justiției.[22]

- Bosnia și Herțegovina — Ministerul Afacerilor Externe din Bosnia și Herțegovina a condamnat cu fermitate atentatul terorist care a avut loc în Burgas.[23]

- Brazilia — Guvernul din Brazilia a condamnat cu fermitate atentatul sinucigaș din Burgas, a oferit condoleanțe și solidaritate familiilor victimelor și a repetat condamnarea tuturor actelor de terorism, indiferent de natura lor.[24]

- Canada — Ministrul Afacerilor Externe al Canadei, John Baird, a condamnat atacul din Burgas, a oferit condoleanțe familiilor victimelor și a dorit o recuperare rapidă a răniților. Baird a declarat: „Canada condamnă astfel de acte odioase fără rezervă”, precizând că atacul a avut loc la 18 ani de la atentatul antiisraelian din Argentina din 1994, în care Iranul și Hezbollah au fost acuzate de Argentina pentru moartea a 85 de israelieni.[25]

- Cipru — Ministrul Afacerilor Externe din Cipru, Erato Kozakou-Marcoullis, a condamnat atentatul terorist din Burgas, exprimându-și „indignarea totală” față de acesta. El a declarat că „Ciprul condamnă toate actele de terorism”, iar autorii ar trebui să fie rapid aduși în fața justiției. El a transmis de asemenea condoleanțe pentru victime și familiile lor și și-a exprimat solidaritatea față de guvernul și poporul din Bulgaria.[26]

- Coreea de Sud — Coreea de Sud a condamnat atacul de la Burgas, declarând că toate actele de terorism nu pot fi justificate, și și-a exprimat condoleanțele pentru victime și familiile lor.[27]

- Franța — Franța a condamnat atacul cu bombă în „cei mai duri termeni” și și-a exprimat solidaritatea față de autoritățile israeliene în „lupta împotriva urii și a terorismului”.[28]

- Germania — Germania a condamnat atacul din Burgas și a avertizat Israelul să nu acuze Iranul prea repede.[29]

- Ghana — Regele Otumfuo Osei Tutu al II-lea a declarat că cetățenii din Ghana sprijină Israelul în urma atentatului terorist din Burgas.[30]

- Iran — Iranul a condamnat atacul ca fiind un atentat terorist și și-a negat responsabilitatea.[31][32] Purtătorul de cuvânt al Ministerului Afacerilor Externe din Iran, Ramin Mehmanparast, a numit acuzația premierului Netaniahu, potrivit căreia atentatul ar fi fost executat de organizația Hezbollah, ca fiind nefondată.[33] Pe de altă parte, observațiile făcute de președintele iranian Mahmud Ahmadinejad într-un discurs din noaptea următoare[34] au fost interpretate de unele ziare israeliene ca fiind o aluzie mascată la responsabilitatea pentru atac a Iranului.[35][36]

- Irlanda — Eamon Gilmore, premierul adjunct al Irlandei, ministrul Afacerilor Externe și președintele în exercițiu al Organizației pentru Securitate și Cooperare în Europa, a condamnat atacul din Burgas ca fiind un atentat terorist și și-a oferit condoleanțele familiilor celor uciși, bulgarilor, israelienilor și guvernelor Bulgariei și Israelului. Gilmore a afirmat: „Eu condamn din toată inima acest act de terorism care vizează civili nevinovați”, adăugând că „Un astfel de atac face mai clar decât oricând cât de important este un front unit și cooperarea pentru a combate flagelul terorismului, care nu cunoaște granițe.”[37]

- Israel — La două ore după producerea exploziei, premierul israelian Beniamin Netaniahu a declarat că „toate semnele duc la Iran”, menționând atacurile precedente din ultimele luni în care Iranul a fost implicat, și a acuzat organizația Hezbollah de cele întâmplate.[38][9] Premierul Netaniahu a afirmat de asemenea că Israelul „va reacționa ferm” la acest „atac terorist iranian global” și că „după 18 ani de la atacul oribil petrecut la Centrul Comunitar Evreiesc din Argentina, terorismul mortal iranian continuă să lovească oameni nevinovați”.[39] De asemenea, o sursă din unitatea de apărare a Israelului a declarat că atacurile au venit din partea organizației Hezbollah și a Iranului.[40] Netanyahu i-a mulțumit guvernului Bulgariei pentru răspunsul rapid, care a salvat vieți israeliene și a numit Bulgaria „un prieten adevărat” al Israelului.[40]

- Ministrul israelian al apărării, Ehud Barak, a promis că îi va găsi pe autorii atentatului și a spus că este important ca terorismul să nu perturbe viața de zi cu zi a israelienilor.
- Președintele Israelului Șimon Peres a declarat că Israelul ar putea lovi cuiburile teroriste din întreaga lume și că va „reduce la tăcere organizațiile teroriste.” Peres a precizat că „Acesta a fost un atac sângeros împotriva civililor care merg în vacanță. Mulți dintre ei și-au pierdut viața, alții au fost răniți fără nici un motiv, fără nici un scop. Au fost atacați pentru motivul simplu și inacceptabil că ei erau evrei sau israelieni.”
- În ziua de după atac, oficialii israelieni au semnalat că nu se vor grăbi într-un conflict deschis cu Iranul sau cu Hezbollah ca urmare a atacului terorist.
- După două zile de la atac, ul oficial israelian al apărării a declarat că din mai 2011, mai mult de 20 de atacuri teroriste împotriva israelienilor au fost prevenite în întreaga lume. Premierul Netaniahu a dezvăluit că un atac în Africa de Sud a fost împiedicat de curând.

- Italia — Ministrul Afacerilor Externe din Italia, Guilio Terzi, a declarat că „atacul mă umple de spaimă. El ne duce înapoi, în mod dramatic, la cei mai întunecați ani ai terorii.” El a mai adăugat: „Cu toate acestea, din nou, victime nevinovate plătesc prețul unei campanii de ură și distrugere împotriva Israelului, condusă de oameni care nu cunosc alte mijloace de a-și afirma ideile decât prin violență... Italia este și va continua să fie în fața liniei de apărare a dreptului fundamental la securitate, la care Israelul și cetățenii lui au dreptul.” Ministrul Terzi și-a exprimat de asemenea condoleanțele față de familiile victimelor și autoritățile din Israel și Bulgaria și a solicitat o anchetă internațională pentru a stabili cine este responsabil.[45]

- Japonia — Ministerul Afacerilor Externe din Japonia a emis o declarație în care spune: „Guvernul Japoniei este profund șocat și înfuriat de atacul terorist și își exprimă de asemenea cele mai profunde condoleanțe față de victimele atacului și față de familiile lor îndoliate. Terorismul nu poate fi justificat de nici un motiv și Japonia își exprimă condamnarea fermă a acestor acte atroce de terorism, care persecută fără discriminare mulți oameni nevinovați.”[46]

- Liban — Organizația libaneză Hezbollah și-a negat responsabilitatea în producerea atentatului.[47] Într-un discurs adresat susținătorilor săi, pentru a marca a șaisprezecea aniversare a celui de-al doilea război libanez, secretarul general al Hezbollah, Hassan Nasrallah, nu a menționat atacul din Burgas.[48]

- Macedonia — Ministrul Afacerilor Externe din Macedonia, Nikola Poposki, a trimis o scrisoare omologului său din Israel, Avigdor Lieberman, prin care oferă condoleanțe familiilor victimelor. Poposki a subliniat de asemenea nevoia unei cooperări strânse atât la nivel regional, cât și la nivel internațional în lupta împotriva terorismului.[49]

- Mexic — Secretariatul pentru Afaceri Externe din Mexic a condamnat atacul cu bombă și a respins orice fel de atac terorist, în toate formele și manifestările. A trimis, de asemenea, condoleanțe pentru Bulgaria și Israel, precum și pentru familiile victimelor.[50][51]

- Norvegia — Norvegia a condamnat atacul din Burgas ca fiind un atentat. Ministrul norvegian al Afacerilor Externe, Jonas Gahr Støre, și-a oferit condoleanțele victimelor și familiilor acestora, și a declarat: „Condamn atacul terorist care a avut loc astăzi în Bulgaria. Gândurile noastre se îndreaptă spre cei afectați și familiile acestora. Este șocant că civilii sunt țintiți în acest fel. Astfel de acte de violență sunt complet inacceptabile, iar Norvegia condamnă orice folosire a terorismului.” El a adăugat că cei care se fac responsabili pentru acest atac trebuie aduși în fața justiției.[52]

- Polonia — Ministerul Afacerilor Externe din Polonia a condamnat atentatul și a transmis condoleanțe familiilor victimelor, răniților, autorităților bulgare și tuturor celor afectați de atac. Acesta a declarat: „În fața unei asemenea tragedii Polonia împărtășește durerea voastră. Noi vă asigurăm toată solidaritatea noastră.” Ministerul a mai precizat: „MAE privește terorismul în toate formele sale ca pe o degenerare periculoasă, împotriva căreia toți trebuie să luptăm cu mult curaj în secolul 21. Atacurile teroriste care vizează oameni nevinovați nu pot fi justificate de nici o ideologie sau obiective politice.”[53]

- Regatul Unit — Secretarul de Stat pentru Afaceri Externe, William Hague a condamnat atacul, precizând: „Condamn atacul terorist de astăzi privind autobuzul care transporta turiști israelieni la aeroportul Burgas din Bulgaria... Aș dori să exprim condoleanțele mele prietenilor și familiilor celor răniți și uciși.”[54]

- România — Într-un comunicat emis de Guvernul României, premierul Victor Ponta a declarat că „România condamnă cu vehemență actele de terorism și este aproape de Bulgaria în aceste momente.” Acesta și-a exprimat de asemenea compasiunea pentru familiile victimelor ucise și speră că „atacatorii vor răspunde pentru faptele lor, în fața legii, în cel mai scurt timp.”[55]

- Rusia — Rusia a condamnat atacul din Burgas „comis de teroriști al cărui singur scop a fost de a ucide civili nevinovați, inclusiv femei și copii”. Rusia a declarat că persoanele responsabile ar trebui să fie pedepsite.[15] Prim-ministrul Dimitri Medvedev a trimis o scrisoare în care îi transmite condoleanțe omologului său din Israel, declarând: „Această crimă barbară nu poate fi justificată, toți cei implicați  trebuie să sufere o pedeapsă severă. Vă rog să transmiteți cuvinte de durere și de simpatie rudelor celor morți și doresc o recuperare cât mai rapidă celor răniți.”[56]

- Serbia — Prim-ministrul desemnat al Serbiei, Ivica Dačić, a condamnat atacul și a subliniat importanța cooperării internaționale în lupta împotriva terorismului. El a anunțat de asemenea contribuția maximă posibilă a Serbiei în această luptă.[57]

- Slovenia — Ministerul Afacerilor Externe din Slovenia a condamnat cu fermitate atentatul terorist cu bombă din Burgas și a solicitat demascarea și condamnarea celor responsabili. Ministerul a adăugat că Slovenia condamnă orice activitate teroristă și că este îngrozit de explozia ce a avut loc miercuri, numind-o „oribilă”. Slovenia a oferit de asemenea condoleanțe familiilor victimelor și speranțe pentru o recuperare cât mai rapidă a celor răniți.[58]

- Spania — Spania a condamnat atacul terorist de la Burgas, numindu-l „un atac demn de dispreț” și a exprimat condoleanțe familiilor victimelor și o recuperare rapidă a celor răniți. Oficialii spanioli au declarat că oferă solidaritate deplină cu Israel, precum și sprijin față de autoritățile bulgare.[59]

- SUA — Președintele Statelor Unite ale Americii, Barack Obama, a condamnat atacul, pe care l-a descris ca fiind un „atac terorist barbar” și a declarat că „Aceste atacuri împotriva civililor nevinovați, inclusiv a copiilor, sunt complet revoltătoare.” El a trimis condoleanțe familiilor celor uciși și răniți, oamenilor din Israel și Bulgaria, și „oricărei alte națiuni ai cărei cetățeni au fost răniți în acest eveniment îngrozitor.”[60][61][62]

- Președintele Obama l-a sunat mai târziu pe prim-ministrul Netaniahu și-a exprimat condoleanțele, spunând că SUA și Israel ar trebui să lucreze împreună pentru a investiga atacul și pentru a-i aduce pe făptași în fața justiției. La rândul său, șeful guvernului israelian și-a exprimat recunoștința față de apelul președintelui american.
- Secretarul de stat Hillary Clinton a declarat că a fost „profund întristată și furioasă” și a oferit condoleanțe victimelor și familiilor acestora.
- Susan Rice, reprezentantul SUA la ONU, a scris pe Twitter că atacul a fost „un act de lașitate supremă.”
- Ambasadorul american în Israel, Dan Shapiro, a transmis condoleanțele Washingtonului familiilor victimelor și a spus că SUA cooperează cu Israel și Bulgaria în cadrul acestei anchetei. Comentând remarcile premierului Netaniahu, potrivit cărora Iranul și [Hezbollah]] au fost în spatele atacului, Shapiro a declarat că „Israelul are dreptul să se apere” și că în opinia sa, nici o decizie nu a fost luată încă în ceea ce privește un răspuns, dar măsurile viitoare ar fi, probabil, discutate între SUA și Israel. Shapiro a mai adăugat că Washingtonul a fost furios la aflarea atacului și că SUA intenționează să își intensifice eforturile pentru a preveni viitoarele atacuri în colaborare cu Israel și alte țări. Ambasadorul a mai precizat că: „Au mai existat încercări în ultimele luni (de a ataca israelieni) ale căror semne distincte au condus la Hezbollah și Iran și știm că ei au încercat în mod activ să atace israelieni în trecut.”

- Turcia — Turcia a condamnat ferm atacul de la Burgas, afirmând: „Teroarea este o crimă împotriva umanității și nu poate fi justificată. Noi condamnăm cu fermitate atacul terorist în cauză.”[67]

- Ucraina — Ministerul Afacerilor Externe din Ucraina a condamnat atacul ca fiind „un atac terorist barbar” și și-a exprimat condoleanțele față de familiile victimelor, precum și o recuperare rapidă a persoanelor rănite. Acesta a subliniat că Ucraina consideră că nu poate exista nici o justificare pentru actele de terorism și nu pot fi folosite pentru a obține mijloace politice sau de altă natură.”[68]

- Ungaria — Ministerul Afacerilor Externe din Ungaria a condamnat în cei mai duri termeni posibili atentatul de la Burgas. Potrivit acestuia, nu este și nu poate fi o explicație acceptabilă pentru actul rușinos și laș comis împotriva victimelor nevinovate și fără apărare.[69]